# Anthrenoides atriventris
Anthrenoides atriventris là một loài Hymenoptera trong họ Andrenidae. Loài này được Schrottky mô tả khoa học năm 1907.